# Watanabe no Tsuna
Watanabe no Tsuna (渡辺 綱, 953-1025) est un samouraï japonais, obligé de Minamoto no Yorimitsu (aussi connu sous le nom Raikō), un des plus anciens samouraïs réputé pour ses exploits militaires.

## Selon la légende
Watanabe apparaît dans de nombreuses aventures légendaires de Yorimitsu et l'assiste dans ses combats contre les nombreux monstres, bêtes et démons.
Dans l'un de ces contes, Tsuna accompagne Raikō dans la cabane de Yama-uba, une sorcière mangeuse d'hommes. Ils y trouvent un garçon appelé Kaidomaru qui a été élevé parmi les animaux et doté d'une force surhumaine. Le garçon demande que Raikō lui permettre de devenir un de ses serviteurs et Raikō accepte, donnant au garçon le nom Sakata no Kintoki, souvent abrégé en Kintoki.
Parmi les compagnons de Watanabe no Tsuna dans la légende figurent Urabe no Suetake et Usui Sadamitsu. Ils sont collectivement appelés les Quatre Rois célestes, allusion aux shitennō bouddhistes.
Watanabe a aussi la réputation d'avoir aidé Raikō à abattre un tsuchigumo. Son exploit le plus célèbre est probablement la défaite du démon Ibaraki-dōji (en), principal disciple de Shuten-dōji. Il a affronté Ibaraki-dōji à mains nues à la porte Rashomon à l'extrémité sud de Suzaku-oji, la rue centrale nord-sud dans l'ancienne capitale Heian-kyō (de nos jours Kyoto).
À la fin de la violente bataille, Watanabe no Tsuna coupe le bras du démon avant que celui-ci ne s'enfuie. Tsuna emprisonne le bras du démon dans une boîte chinoise (唐櫃). Le démon revient plus tard pour récupérer son bras et trompe Tsuna pour qu'il libère le membre. Cette légende se poursuit dans un conte japonais intitulé Ooeyama.

## Tsuna et Ibaraki-dōji

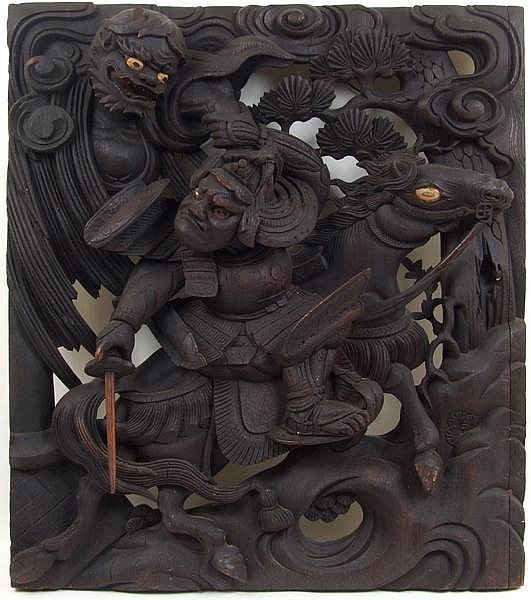
Watanabe no Tsuna combat Ibaraki, gravure du milieu de l'époque d'Edo.

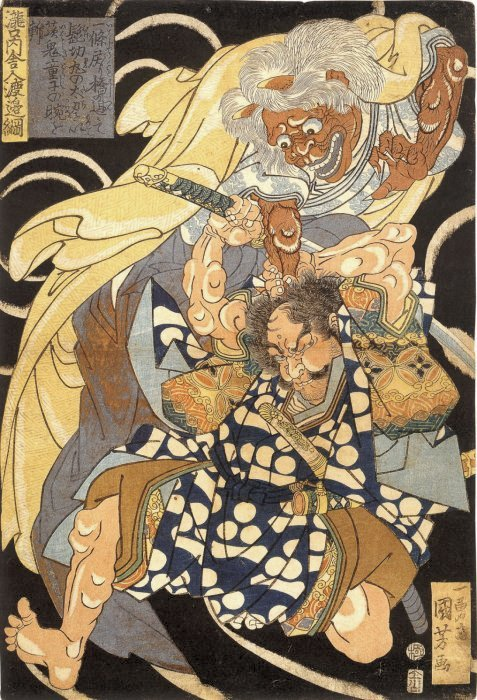
Watanabe no Tsuna aux prises avec le démon Ibaraki.

Selon une légende de la fin du Xe siècle de l'époque de Heian, Ibaraki-dōji, oni bien connu, réside dans la porte Rashomon à Kyoto. Ibaraki-dōji harcèle ceux qui essayent de passer la porte jusqu'à ce qu'un héroïque samouraï nommé Watanabe no Tsuna, un fidèle serviteur de Minamoto no Raiko, se décide à soumettre le cruel Ibaraki-dōji. Lorsque Tsuna arrive à la porte Rashomon, il est attaqué par Ibaraki-dōji. Cependant, Tsuna est un fort et vaillant manieur de sabre qui est en mesure de se défendre contre la féroce attaque du oni. La bataille fait rage jusqu'à ce que Tsuna tire son katana et sectionne le bras du démon. Hurlant de douleur, ce dernier s'enfuit, laissant son bras coupé à la porte Rashomon. Tsuna brandit le bras d'Ibaraki-dōji comme un trophée. Quand il rentre chez lui, il enveloppe le bras coupé et le met sous verrou dans un coffre.
Quelques jours plus tard, une femme âgée qui semble être la tante Mashiba de Tsuna lui rend visite. Au cours de la conversation, la tante demande à son neveu de lui dire comment il a combattu avec le démon et quand Tsuna mentionne que le bras coupé est en sa possession, sa tante, curieuse, demande à le voir. Tsuna qui ne se méfie pas, sort la poitrine avec le bras d'Ibaraki-dōji à l'intérieur et quand il enlève le bras de la poitrine, sa tante se révèle être Ibaraki-dōji déguisé, qui s'empare du bras et s'échappe de la maison de Tsuna. Étonné qu'Ibaraki-dōji se soit fait passer pour sa tante âgée Mashiba, Tsuna ne le poursuit pas. Cependant, même après avoir récupéré son bras, Ibaraki-dōji ne revient jamais hanter de nouveau la porte Rashomon.

## Meitōde Tsuna, le tueur de démon
Watanabe-no-Tsuna était armé d'une des plus célèbres épées du début de l'histoire des samouraïs, un tachi appelé Sun-nashi (« Soleil manquant ») d'une longueur de 2 shaku et 7 cun (environ 81,8 cm), forgée par le grand Munechika, avec l'aide de Hachiman Daimyōjin, selon ce que rapporte la légende. Un des deux plus anciennes épées connues utilisées pour effectuer un tameshi giri, elle a changé de surnom et de propriétaire à plusieurs reprises.
Quelques-uns des surnoms de l'épée sont Tomokiri, Higekiri, Onikiri, Shishi no ko et à nouveau Tomokiri.
Tomokiri (« Ami tueur » ou « Coupeur égal »), pour avoir coupé, par sa propre volonté, l'acier d'une autre épée de grande qualité, Hizamaru, forgée à la demande de l'empereur du Japon, par un forgeron rival du fabricant de Sun-nashi. Le surnom Higekiri (« Coupeur de barbe ») a été gagné lorsque la lame a décapité un criminel, plus ancien tameshigiri connu, effectué des mains de Minamoto no Mitsunaka (le père de Raiko). La victime avait une longue barbe qui a été coupée en douceur le long le cou. Le surnom Onikiri (« Tueur de démon »), provient de l'incident du bras coupé d'Ibaraki Dōji. Shishi no ko (« Lionceau ») provient d'une légende où elle a émis le rugissement d'un lion rugissant dans la nuit, comme si elle était possédée par quelque yōkai. Et Tomokiri à nouveau, après avoir encore, par sa propre volonté, coupé une copie de sa lame et l'avoir raccourcie afin qu'elle soit de la même taille. Une histoire similaire existe pour Onimaru Kunitsuna, l'une des Tenka-goken.
Héritage de la lignée Settsu Genji du clan Minamoto, prisée et utilisée au combat par de célèbres héros tels que Raiko, Tsuna, Minamoto no Yoshiie et son fils Tameyoshi, c'est Raiko qui a donné Higekiri à Watanabe no Tsuna, ami et général de confiance. Le neveu de Raiko en a plus tard hérité et elle s'est transmise dans la famille Settsu Genji.
Il semble malheureusement que ni Hizamaru ni Onikiri n'existe plus.

## Dans la culture populaire
Le roman de fantasy historique Teito monogatari (ja) paru en 1958 du chercheur en folklore Hiroshi Aramata (en) contient une scène dramatique qui constitue un hommage direct à la rencontre de Watanabe no Tsuna au pont Modori. Dans l'histoire, l'écrivain Kōda Rohan de l'ère Meiji se précipite pour empêcher l'oni Yasunori Katō (en) de s'envoler avec une innocente jeune fille. Il attrape Katō par les jambes mais est soulevé en l'air avec lui. Prêt à tout pour se libérer, Rohan fouette Katō avec sa courte épée et tombe sur le sol tenant le bras coupé de Katō. Dans la première adaptation du roman au cinéma, ilse trouve  une scène au début où un artist,elorsà un festival loca,l décrit l'histoire de Watanabe no Tsuna à un auditoire, préfigurant la rencontre de Koda avec Katō. De la même façon, dans la scène correspondant à cette adaptation, avant que Katō ne disparaisse dans l'air, son visage se transforme en un visage démoniaque révélant sa vraie nature.
- Watanabe no Tsuna, est un personnage de l'anime Otogizōshi (en). Erreur historique mineure, le sabre de Tsuna est déjà surnommé Onikiri bien avant sa rencontre avec l'oni démoniaque, Ibaraki Dōji.
- Il est également un personnage de l'anime Kai Doh Maru, où il affronte le guerrier albinos Ibaragi, lieutenant du sorcier connu sous le nom de Shuten Doji. Lors de leur premier combat, il coupe le bras droit d'Ibaragi ; dans le deuxième combat, Ibaragi — qui crie qu'il est venu reprendre son bras — coupe le bras droit de Tsuna et l'aurait décapité s'il n'avait été mortellement abattu par Minamoto no Raiko ; il lui reste assez de vie pour se faire exploser avant de mourir, tuant Tsuna dans le processus.
- Watanabe, avec Raikō, Usui Sadamitsu, Sakata no Kintoki, Urabe no Suetake, Abe no Seimei et plusieurs autres personnages bien connus de l'histoire du Japon, est présent dans le jeu-vidéo Xbox Otogi 2: Immortal Warriors. Dans le jeu, il a une apparence de loup et manie un sabre courbe à double face.
- Le personnage principal d'Ogre Slayer, manga de Kei Kusunoki, semble être Watanabe no Tsuna.

## Ennetsuke

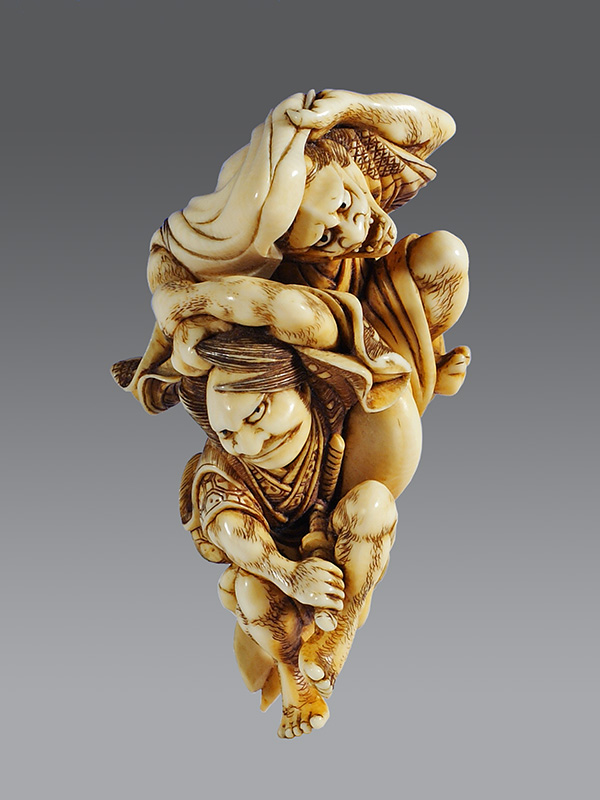
Watanabe no Tsuna et le démon de la porte Rashomon, sculpteur Otoman, vers 1830, ivoire, hauteur 72 mm.

Le passionnant mythe de Watanabe no Tsuna se perpétue non seulement dans les œuvres écrites mais dans l'art et la sculpture. L'image de Watanabe no Tsuna prenant son épée pour parer l'attaque du démon est devenue iconographique.
Il existe un netsuke réalisé par le célèbre graveur du XIXe siècle Otoman, représentant Watanabe no Tsuna et le démon de Rashomon. Cette œuvre est inspirée d'une légende peu connue de la lutte du célèbre samouraï avec un démon transformé en jeune fille.
Un jour, le chef envoie le samouraï Watanabe no Tsuna dans un village avec une mission à remplir. Après l'accomplissement de la mission, Tsuna décide de retourner à la ville dès que possible. Il fait déjà sombre quand il se rapproche du pont et voit une jolie fille qui demande au galant samouraï de la ramener chez elle car l'heure est tardive. Tsuna met la jeune fille sur son dos et s’apprête à repartir. Soudain, la jeune fille devient un terrible démon qui saisit les cheveux de Tsuna et murmure : « Ma maison se trouve au mont Atago. » Le samouraï ne perd pas courage, il sort rapidement son sabre et coupe la patte du démon. Le monstre disparaît dans l'obscurité en hurlant. Tsuna ramasse le trophée mais le perd sur le chemin du retour.
Le sculpteur reflète habilement ce sujet dans le netsuke présenté. L'attaque soudaine du démon ne prend pas le courageux guerrier de façon inattendue. D'une main, il tient fermement le poignet du démon et de l'autre, il tire son épée de son fourreau. Le visage et le corps de la tentatrice changent au-delà de toute reconnaissance possible et seul le geste coquet pour tenir le bord de la cape révèle son essence féminine.
La pièce (représentée sur la gauche) est vraiment unique. C'est le seul netsuke au monde portant la signature du maître. L'histoire de l'apparition de ce netsuke sur le marché des antiquités est très intéressante. En 1983, le collectionneur allemand Klauss Reiss achète ce netsuke qu'il croit être un okimono pour 2 500 Deutsche Marks dans le salon d'antiquités de Munich. Le vendeur dit avoir échangé cet okimono contre des statues de bronze japonaises. De retour chez lui, Klauss Reiss découvre de manière inattendue que le support de l'okimono qu'il vient d'acheter peut être séparé de l'objet. Après avoir procédé à la séparation, le collectionneur découvre la signature de Himotoshi et Otomon.
Lorsqu'un autre collectionneur, Barry Davis, découvre ce netsuke, il propose à Klauss une forte somme dont le montant n'est pas connu. Par la suite, cette pièce change à plusieurs reprises de propriétaire avant d'arriver en possession du collecteur ukrainien Boris Filatov. En 2009, cette œuvre est le netsuke le plus cher sur le marché mondial des antiquités.